# Pulosari (Kebakkramat)
Pulosari is een bestuurslaag in het regentschap Karanganyar van de provincie Midden-Java, Indonesië. Pulosari telt 4969 inwoners (volkstelling 2010).